# Cámara de Comercio de Medellín para Antioquia

La Cámara de Comercio de Medellín para Antioquia es una institución privada sin fines de lucro de naturaleza corporativa que administra los registros mercantiles de las empresas y sociedades que se crean en el departamento de Antioquia. 
Promueve el crecimiento económico en la ciudad, la competitividad y además el mejoramiento de la calidad de vida de los ciudadanos y empresarios del departamento. Actualmente forma parte de las 57 cámaras de comercio existentes en Colombia, este conjunto de entidades, están agremiadas en la Confederación Colombiana de Cámaras de Comercio, Confecámaras.
La principal función de la Cámara es otorgar formalidad a la actividad económica y fortalecer el desarrollo empresarial. Es necesario resaltar que es una entidad gremial pionera en el impulso de proyectos público-privados impactando especialmente la modernización, la competitividad y la sostenibilidad económica de la región. También lidera la especialización productiva en Antioquia bajo una metodología cluster la cual se ha convertido en referente de desarrollo empresarial en todo el país.

## Historia
La Cámara de Comercio de Medellín para Antioquia fue creada a principios del siglo XX, mediante un decreto firmado por el presidente de la república Rafael Reyes Prieto el 28 de noviembre de 1904. Desde entonces, su principal objetivo ha sido velar por la prosperidad del comercio y desarrollo de la industria.
Inicialmente la CCMA contó con 40 comerciantes de la ciudad, entre ellos: Carlos E. Restrepo, Ricardo Olano, Alejandro Echavarría, José María Jaramillo, Carlos Vásquez, Antonio Echavarría y José Medina. El 23 de enero de 1905 en el Salón de la Asamblea Departamental se eligió la junta directiva conformada por siete miembros.

## Servicios Empresariales
Con el fin de fortalecer el sistema empresarial de la ciudad la Cámara de Comercio crea un conjunto de servicios enfocados especialmente en la formalización empresarial, las buenas prácticas empresariales y el acceso a mercados.
Estos servicios están disponibles para los empresarios formales que han cumplido con sus obligaciones registrales a tiempo y que han demostrado consistencia en su proceso empresarial.

## Portafolio de servicios
La Cámara de Comercio de Medellín para Antioquia, entiende las necesidades del empresario, es por eso que enfoca el trabajo colaborativo de sus recursos en desarrollar un conjunto de servicios innovadores y de gran valor como: 
- Charlas Cámara: capacitaciones gratuitas para empresarios. Se dividen en:

Hablemos de formalización: beneficios que la Formalización Empresarial ofrece a las empresas.
Hablemos de Registros: trámites que deben realizarse para que las empresas estén al día con sus obligaciones registrales.
Hablemos de Mercados: un espacio para aprender de manera gratuita asuntos relaciones con marketing estratégico, marketing internacional, gerencia estratégica,  gerencia estratégica de ventas, entre otros.
Hablemos de Buenas prácticas empresariales: se puede ingresar a temas de actualidad gerencial.
- Herramientas Empresariales:  Buscan promover la modernización, productividad y competitividad empresarial a través de contenidos, tienen acceso a estas herramientas los empresarios que se formalizan y forman parte de la Cámara de Comercio de Medellín para Antioquia.

- Consultorio Comercio Exterior: busca apoyar y asesorar a los empresarios antioqueños que desean incursionar en los mercados internacionales.

- Afiliados en Trayectoria Mega: tiene como objetivo fomentar la competencia empresarial y regional promoviendo procesos empresariales de alto impacto y desempeño.

- Plan Padrino: se busca fortalecer a las empresas para que sean más competitivas y potencien el desarrollo de sus negocios.

- Estadísticas Cámara: información sobre la estructura empresarial de Medellín y los municipios que forman parte de la jurisdicción de la Cámara de Comercio de Medellín para Antioquia

- Estudios y Publicaciones: se pueden encontrar estudios económicos, jurídicos, memorias de eventos, lecciones empresariales.

## Servicios especializados
Los servicios especializados tienen como objetivo fortalecer y maximizar la productividad y competitividad de las empresas, aquí se pueden encontrar: Formación Empresarial, Centro de Conciliación, Arbitraje y Amigable Composición, Información Empresarial, Gobierno Corporativo, Sistema de información Konfirma - 5inko y Servicios de certificación digital.
- Formación Empresarial: se puede encontrar contenido oportuno para mejorar las empresas generando oportunidades nuevas de negocio.

- Centro de Conciliación Arbitraje y Amigable Composición: se quiere fomentar la utilización de espacios alternativos para solucionar conflictos.

- Información Empresarial: Cámara de Comercio de Medellín para Antioquia resalta el valor de la información como un activo importante en las organizaciones pues esta eleva la competencia empresarial y eleva las ventas.

- Gobierno Corporativo: este ítem tiene como objetivo implementar y fortalecer esquemas que aseguren la sostenibilidad de las empresas.

- Sistema de información Konfirma - 5inko: se busca realizar un análisis profundo de la localización de los clientes actuales y potenciales, identificar zonas desatendidas y segmentar.

- Servicios de certificación digital: este servicio está pensado para agilizar diferentes procesos con herramientas tecnológicas.

## Aliados
Como eje de trabajo asociado, la Cámara de Comercio de Medellín para Antioquia, tiene un grupo de aliados con los que fomenta en la ciudad temáticas de Promoción de la Innovación y los Negocios, Seguridad Jurídica,  Promoción e internacionalización de la ciudad y Gestión de recursos y acceso a capital.

### Aliados de la Cámara de Comercio para este trabajo
- Ruta N
- Créame
- Centro de Ciencias y Tecnología de Antioquia
- Certicamara
- Konfirma
- Medellín Convention and Visitors Bureau
- Plaza Mayor
- Corferias Bogotá
- F.G.A
- Promotora de Proyectos
- Capitalia Colombia

## Representantes de los comerciantes
| Principales                                       | Suplentes                                         |
| ------------------------------------------------- | ------------------------------------------------- |
| Agrochigüiros S.A.S.                              | Conaltura Construcción y Vivienda S.A.            |
| Compañía de Constructores Asociados S.A. C.A.S.A. | Call Center S.A.                                  |
| Importadora Celeste S.A.                          | Pérez y Cardona S.A.S.                            |
| Imprideas S.A.S.                                  | Organización Hotelera Gran Hotel Sociedad Anónima |
| Mercantil Automoviliaria S.A. Mercovil            | Esquema Publicidad S.A.                           |
| Óptima S.A. Vivienda Y Construcción               | Medicarte S.A.                                    |
| Ramasu S.A.S.                                     | Jaime Alberto Baena Toro                          |
| Raúl Mario Echeverri Duque                        | Metroalarmas Ltda.                                |

## Representantes del Gobierno Nacional
| Principales                  | Suplentes                      |
| ---------------------------- | ------------------------------ |
| Tulio Enrique Gómez Tapias   | Ana Cristina Bernal Pérez      |
| Luis Fernando Hoyos Giraldo  | Juan Camilo Ramírez López      |
| Rodrigo Puyo Vasco           | Juan Felipe Montoya Calle      |
| Carlos Gilberto Uribe Correa | Juan Martín González De Bedout |